# Élections municipales partielles françaises de 2020
Des élections municipales partielles ont lieu en 2020 en France.
Cette liste concerne uniquement les communes de plus de 2 000 habitants au 1er janvier 2020 (populations légales 2017).

## Bilan
| Partis       | Partis           | Maires sortants | Maires élus | Évolution     |
| ------------ | ---------------- | --------------- | ----------- | ------------- |
|              | Sans étiquette   | 2               | 2           |               |
| Total divers | Total divers     | 2               | 2           | en stagnation |
|              | Les Républicains | 1               | 1           | en stagnation |
| Total droite | Total droite     | 1               | 1           | en stagnation |
| Total        | Total            | 3               | 3           | -             |

## Élections

### Nogent-sur-Seine(Aube)
- Maire sortante : Estelle Bomberger-Rivot (LR)
- Maire réélue : Estelle Bomberger-Rivot (LR)

- Contexte : Annulation du scrutin du 15 mars 2020 par le Tribunal administratif de Châlons-en-Champagne.

|                                          | Estelle Bomberger-Rivot * | LR             | 1 458 | 75,43  | 26 | 11 |  |  |
| Servir les Nogentais et Agir pour Nogent |                           |                | 1 458 | 75,43  | 26 | 11 |  |  |
|                                          | Richard Journet           | DVD            | 475   | 24,57  | 3  | 1  |  |  |
| Nogent-sur-Seine Ensemble                |                           |                | 475   | 24,57  | 3  | 1  |  |  |
|                                          |                           |                |       |        |    |    |  |  |
| Inscrits                                 | Inscrits                  | Inscrits       | 3 479 | 100,00 |    |    |  |  |
| Abstentions                              | Abstentions               | Abstentions    | 1 500 | 43,12  |    |    |  |  |
| Votants                                  | Votants                   | Votants        | 1 979 | 56,88  |    |    |  |  |
| Blancs et nuls                           | Blancs et nuls            | Blancs et nuls | 46    | 2,32   |    |    |  |  |
| Exprimés                                 | Exprimés                  | Exprimés       | 1 933 | 97,68  |    |    |  |  |
| * Liste de la maire sortante             |                           |                |       |        |    |    |  |  |

### Pont-d'Ain(Ain)
- Maire sortant : Gérard Guichard (SE)
- Maire élu : Jean-Marc Jeandemange (SE)

- Contexte : Annulation du scrutin du 15 mars 2020 par le Tribunal administratif de Lyon.

| Tête de liste                          | Tête de liste         | Liste          | Premier tour | Premier tour | Second tour | Second tour | Sièges  | Sièges  |
| Tête de liste                          | Tête de liste         | Liste          | Voix         | %            | Voix        | %           | CM      | CC      |
| -------------------------------------- | --------------------- | -------------- | ------------ | ------------ | ----------- | ----------- | ------- | ------- |
|                                        | Jean-Marc Jeandemange | SE             | 407          | 44,87        | 551         | 61,15       | 19      | 5       |
| Tous pour Pont-d’Ain                   |                       |                | 407          | 44,87        | 551         | 61,15       | 19      | 5       |
|                                        | François Dubout       | DVD            | 322          | 35,50        | 350         | 38,85       | 4       | 1       |
| Un nouvel élan pour Pont-d'Ain         |                       |                | 322          | 35,50        | 350         | 38,85       | 4       | 1       |
|                                        | Alexandre Bonlaron    | SE             | 178          | 19,63        | Retrait     | Retrait     | Retrait | Retrait |
| Vivre et agir ensemble pour Pont-d’Ain |                       |                | 178          | 19,63        | Retrait     | Retrait     | Retrait | Retrait |
|                                        |                       |                |              |              |             |             |         |         |
| Inscrits                               | Inscrits              | Inscrits       |              | 100,00       | 1 866       | 100,00      |         |         |
| Abstentions                            | Abstentions           | Abstentions    |              | 49,49        | 935         | 50,11       |         |         |
| Votants                                | Votants               | Votants        |              | 50,51        | 931         | 49,89       |         |         |
| Blancs et nuls                         | Blancs et nuls        | Blancs et nuls |              |              | 30          | 3,22        |         |         |
| Exprimés                               | Exprimés              | Exprimés       | 907          |              | 901         | 96,78       |         |         |
| * Liste du maire sortant               |                       |                |              |              |             |             |         |         |

### Wassy(Haute-Marne)
- Maire sortant : Jean-Alain Charpentier (SE)
- Maire réélu : Jean-Alain Charpentier (SE)

- Contexte : Annulation du scrutin du 15 mars 2020 par le Tribunal administratif de Châlons-en-Champagne[1],[2].

|                                                                 | Jean-Alain Charpentier * | SE             | 574   | 56,32  | 18 | 2 |  |  |
| Idées communes Wassy Pont-Varin                                 |                          |                | 574   | 56,32  | 18 | 2 |  |  |
|                                                                 | Pascal Bossan            | SE             | 445   | 43,67  | 5  | 1 |  |  |
| Wassy Pont-Varin, un nouvel horizon, une attractivité renforcée |                          |                | 445   | 43,67  | 5  | 1 |  |  |
|                                                                 |                          |                |       |        |    |   |  |  |
| Inscrits                                                        | Inscrits                 | Inscrits       | 1 878 | 100,00 |    |   |  |  |
| Abstentions                                                     | Abstentions              | Abstentions    | 836   | 44,52  |    |   |  |  |
| Votants                                                         | Votants                  | Votants        | 1 042 | 55,48  |    |   |  |  |
| Blancs et nuls                                                  | Blancs et nuls           | Blancs et nuls | 23    | 2,20   |    |   |  |  |
| Exprimés                                                        | Exprimés                 | Exprimés       | 1 019 | 97,79  |    |   |  |  |
| * Liste du maire sortant                                        |                          |                |       |        |    |   |  |  |